# Satoki Uejo
Satoki Uejo (上門 知樹 Uejo Satoki?), född 27 april 1997 i Okinawa prefektur, är en japansk fotbollsspelare.
Uejo började sin karriär 2016 i FC Ryukyu. Han spelade 73 ligamatcher för klubben. 2020 flyttade han till Fagiano Okayama.